# Моховик
Мохови́к (лат. Xerócomus) — род съедобных трубчатых грибов семейства Болетовые (Boletaceae). Своё название получил из-за частого произрастания плодовых тел во мху.
Часть систематиков относят грибы этого рода к роду Боровик (Boletus), что обусловлено, в первую очередь, неоднородностью рода Xerocomus.
Все виды моховиков съедобны и могут употребляться в варёном, жареном, маринованном или сушёном виде.

## Морфология
- Шляпка сухая, незначительно бархатистая, у некоторых видов клейкая во влажную погоду. С возрастом на кожице могут появляться трещины.
- Мякоть беловатая, желтоватая или красноватая, у многих видов синеющая на разрезе.
- Гименофор трубчатый, нисходящий по ножке, реже приросший; жёлтого, зеленовато-жёлтого. Поры трубочек достаточно широкие.
- Ножка гладкая или морщинистая. Покрывала (вольва и кольцо) отсутствуют.
- Споровый порошок различных оттенков коричневого цвета.

## Экологияи распространение
Микоризообразователи с хвойными и лиственными деревьями, либо почвенные сапротрофы. Моховик паразитический (Xerocomus parasiticus) произрастает на плодовых телах ложнодождевиков (Scleroderma).

## Виды
- Xerocomus chrysonemus A.E.Hills & A.F.S.Taylor
- Xerocomus ferrugineus (Schaeff.) Alessio — Моховик тёмно-коричневый
- Xerocomus hortonii (A.H.Sm. & Thiers) Manfr.Binder & Besl
- Xerocomus illudens (Peck) Singer
- Xerocomus subtomentosus (L.) Quél. — Моховик зелёный
- Xerocomus tenax Nuhn & Halling